# Naoko Nishigai
Naoko Nishigai (西貝 尚子, Nishigai Naoko), née le 22 janvier 1969, est une joueuse internationale de football japonaise.

## Biographie
Le 2 mai 1999, elle fait ses débuts dans l'équipe nationale japonaise contre les États-Unis. Elle participe à la Coupe du monde 1999. Elle compte 2 sélections en équipe nationale du Japon.

## Statistiques
Le tableau ci-dessous présente les statistiques de Naoko Nishigai en équipe nationale
| Équipe du Japon | Équipe du Japon | Équipe du Japon |
| Année           | Matchs          | Buts            |
| --------------- | --------------- | --------------- |
| 1999            | 2               | 0               |
| Total           | 2               | 0               |